# Maribo Kajakklub
Maribo Kajakklub er en kajakklub i Maribo på Lolland. Den har træningsanlæg og afholder stævner på Søndersø, som er en del af Maribosøerne. Klubben blev oprettet i 1957 og er en af Danmarks mest succesrige kajakklubber, hvis medlemmer i klubbens første 60 år tilsammen vandt over 2500 medaljer ved danske mesterskaber og 85 medaljer ved Europa- og verdensmesterskaber samt olympiske lege. 

## Historie
Klubben blev stiftet 18. maj 1957. Der havde tidligere været en anden kajakklub i byen, placeret under Aktiehaven ved Klostersøen. Denne klub havde dog ingen forbindelse med den nuværende Maribo Kajakklub. Maribo Kajakklub havde oprindelig klubhus mellem kolonihaverne ved siden af byens bådehavn. Det blev imidlertid nedrevet i 1975 samtidig med, at et nyt klubhus på den nuværende beliggenhed for enden af Refshalevej blev indviet. Dette klubhus er senere blevet udvidet flere gange.
Klubben er en af de mest succesrige kajakklubber i Danmark. Klubbens lokalhistoriker Jan Wandy Pedersen opgjorde i februar 2018, at klubbens medlemmer indtil det tidspunkt i alt havde vundet 2.622 medaljer ved danske mesterskaber (1.276/812/534), 723 medaljer ved nordiske mesterskaber (328/210/185) og 85 medaljer ved Europa- og verdensmesterskaber samt olympiske lege (38/28/19).
I 2004 blev klubben udpeget som et af Dansk Kano og Kajak Forbunds nationale kraftcentre, hvis formål er at stimulere eliteidrætten.

## Kendte kajakroere fra klubben
Blandt klubbens kendteste roere er René Holten Poulsen, som Lolland-Falsters Folketidende ved Poulsens afskedsreception i Maribo i september 2024 omtalte som klubbens største stjerne nogensinde. Poulsen vandt blandt andet i alt seks Europa- og verdensmesterskaber i forskellige kajakdiscipliner fra 2008 til 2015 samt en sølvmedalje i 1000 meter ved de olympiske lege i Beijing i 2008. I 2015 blev han kåret til Årets Sportsnavn.
Andre kendte danske kajakroere, der har startet deres karriere i Maribo Kajakklub, er Kasper Bleibach, Emma Aastrand Jørgensen og Katrine Jensen, der i 2024 vandt henholdsvis U23 Europamesterskabet og en bronzemedalje ved U23 VM i 200 meter enerkajak.

## Stævnearrangør
Maribo Kajakklub arrangerer traditionelt hvert år i april/maj et Nordic Open Marathon og i maj en Maribo Regatta med kortbaneløb. Klubben har desuden været vært for mange danske mesterskabsstævner og en række større internationale stævner som World Cup Canoeing Marathon i 1993 og 2002.